# 1981 في سويسرا
فيما يلي قوائم الأحداث التي وقعت خلال عام 1981 في سويسرا.

## رياضة
- 19 يوليو – سباق طواف فرنسا 1981 الفائزون بيرنار إينو، لوسيان فان يمبي، روبرت البان.

## مواليد

### يناير
- 24 يناير – ماريو إيغيمان لاعب كرة قدم سويسري.

### مارس
- 18 مارس – فابيان كانسيليرا درّاج طريق سويسري.

### مايو
- 6 مايو – ماتياس زيمرمان فنان سويسري.
- 9 مايو – أوليفر زاوغ درّاج طريق سويسري.

### يونيو
- 18 يونيو – ماركو شتريلر لاعب كرة قدم سويسري.
- 25 يونيو – سيمون أمان طائر تزلج سويسري.

### يوليو
- 13 يوليو – نيكولاس ماراتزي لاعب كرة قدم سويسري.

### أغسطس
- 8 أغسطس – روجر فيدرير لاعب كرة مضرب سويسري.
- 28 أغسطس – دانييل غيغاس لاعب كرة قدم سويسري.

### سبتمبر
- 10 سبتمبر – ماركو شيودينيلي لاعب كرة مضرب سويسري.

### نوفمبر
- 4 نوفمبر – جيروم شنايدر لاعب كرة قدم سويسري.

## وفيات

### أبريل
- 22 أبريل – فرانز تانك (مواليد 1890) فيزيائي سويسري.